# Alsterfontäne

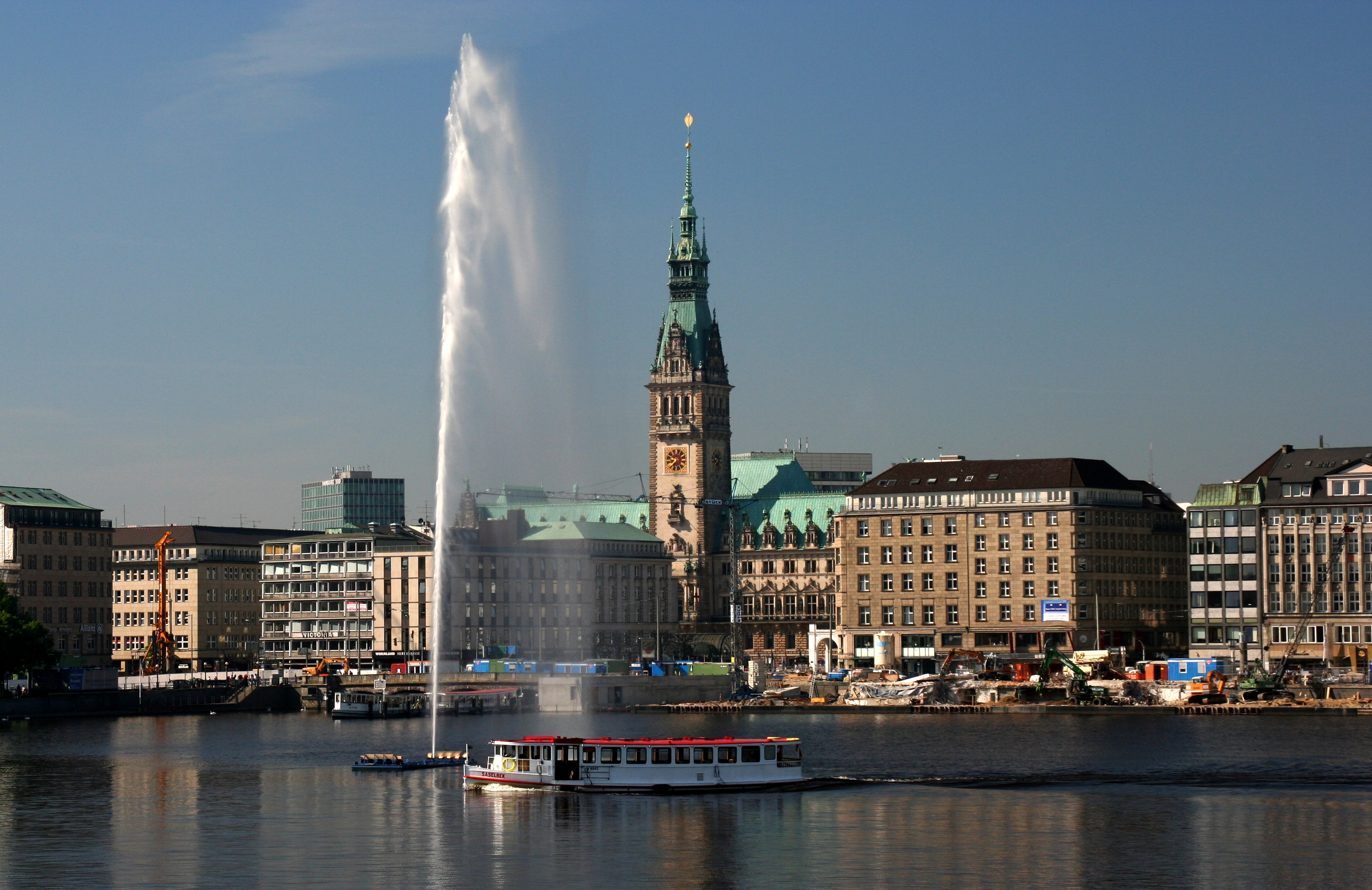
Alsterfontäne

Die Alsterfontäne ist ein großer Springbrunnen auf der Binnenalster in Hamburg.

## Geschichte
Die Idee zu der durchschnittlich 60 Meter hohen Fontäne hatte Carlheinz Hollmann, als er 1986 aus einem Flugzeug den Springbrunnen auf dem Genfersee (den Jet d’eau) sah. Dieser befindet sich in der Innenstadt von Genf in einer der Hamburger Binnenalster sehr ähnlichen Stadtszenerie und gilt ebenfalls als ein Wahrzeichen der Stadt. Der Jet d’eau besteht seit 1885 und ist mit 140 m mehr als doppelt so hoch wie die Alsterfontäne.
Hollmann stellte sich vor, wie eine solche Fontäne auch den Hamburger Alstersee verschönern würde und schlug seinen Einfall dem Bausenator Eugen Wagner vor, der ihn an Oberbaudirektor Egbert Kossak verwies. In der Baubehörde vor dem großen Stadtmodell Hamburgs erläuterte er seine Idee und überzeugte den Pfeife rauchenden Senator letztlich mit einem gebogenen Pfeifenreiniger als Vorbild der Fontäne. Schnell waren Unternehmen wie Blohm + Voss als Sponsoren gefunden und so spritzt seit dem 18. April 1987, 12 Uhr, der Alsterspringbrunnen. Die Höhe ist allerdings durch das windige Wetter in Hamburg begrenzt.
Die Fontäne fand bei der Bevölkerung anfangs keinen großen Beifall, da die Binnenalster immer das „schlichte Wahrzeichen Hamburgs“ war. Mit der Zeit wurde sie aber zu ihrem Teil.

## Finanzierung und Betrieb
Die jährlichen Kosten von 60.000 Euro werden durch Firmen- und Privatspenden finanziert.
Die Pumpe befördert mit einer Leistung von 70 kW (95 PS) rund 180.000 Liter Wasser pro Stunde auf eine Höhe von 40 Metern. Die Pumpe verbraucht Strom in einem Umfang von rund 380.000 kWh pro Saison, was dem Jahresverbrauch von 70 Einfamilienhäusern entspricht. Die damit verbundene Einbringung von Luft-Sauerstoff hat inzwischen zu einer anerkannt deutlichen Verbesserung der Wasserqualität beigetragen.
Anfang November wird aufgrund des Frostes die Plattform, von der die Fontäne in die Höhe spritzt und auf der inzwischen auch mehrere Scheinwerfer installiert sind, welche die Szenerie abends beleuchten, abgebaut und eingelagert. In diesem Zeitraum werden meistens Wartungs- und Reparaturarbeiten durchgeführt. Um den Advent wird sie durch eine andere Plattform ersetzt, auf der ein großer, mit Lichtern geschmückter Weihnachtsbaum inmitten der manchmal zugefrorenen Alster steht. Im Frühling kann die Fontäne erneut von 9 bis 24 Uhr sprudeln.